# 182
El 182 (CLXXXII) fou un any comú començat en dilluns del calendari julià.

## Esdeveniments
- Capri (Itàlia): Desterrades per l'emperador romà Còmmode, la seva germana Ànnia Lucil·la i la seva esposa Crispina arriben a l'illa.[1]